# Арабский язык
Ара́бский язы́к (اللُّغَةُ العَرَبِيَّة‎ МФА: [ˈʔal̪l̪uɣat̪u‿alʕaraˈbijːa]о файле; عَرَبِيّ‎ МФА: [ˈʕarabiː]о файле) — язык семитской семьи афразийской макросемьи языков, использует письменность на основе арабского алфавита. Число говорящих на арабском языке и его разновидностях составляет около 310 миллионов (родной язык), и ещё около 270 миллионов человек использует арабский в качестве второго языка. Классический арабский — язык Корана — ограниченно используется в религиозных целях приверженцами ислама по всему миру (общая численность — 1,57 млрд человек).
Это один из шести официальных и рабочих языков Генеральной ассамблеи и других органов Организации Объединённых Наций (ООН); 18 декабря — День арабского языка в ООН. Официальный язык всех арабских стран (в Ираке — наряду с курдским). Кроме того, является одним из официальных языков Израиля, Чада, Эритреи, Джибути, Сомалиленда, Сомали и Коморских Островов.

## Классификация и лингвогеография

Афразийские языки

Арабский — один из семитских языков, включаемых в более обширное объединение афразийских языков. Многие общие корни семитских языков присутствуют также и в современном арабском.
Классический арабский язык мало отличается от древнеарабского. В прошлом в семитологии классический арабский считали наиболее архаическим из семитских языков, однако с течением времени, путём сравнения с другими афроазиатскими языками, было установлено, что многое в классическом арабском не столь первоначально.

### Диалекты
Современный разговорный арабский язык распадается на пять основных групп диалектов, по сути являющихся отдельными языками с лингвистической точки зрения (однако предпочтительнее использовать устоявшийся в арабистике термин «диалект» (لهجة‎)):
- магрибская группа диалектов;
- египетско-суданский арабский язык;
- сиро-месопотамский арабский язык;
- аравийская группа диалектов;
- среднеазиатская группа диалектов.

Арабские диалекты в различных странах сильно отличаются друг от друга и зачастую невзаимопонятны для их носителей.
Магрибский арабский язык относится к западной группе, остальные — к восточной группе арабских языков и диалектов (см. Проблема «язык или диалект»).
На примере мальтийского языка однозначно можно проследить значимость ислама в становлении языка. На Мальте, где господствует христианство, а не ислам, один из магрибских диалектов давно развился в отдельный мальтийский язык.

### Литературный язык

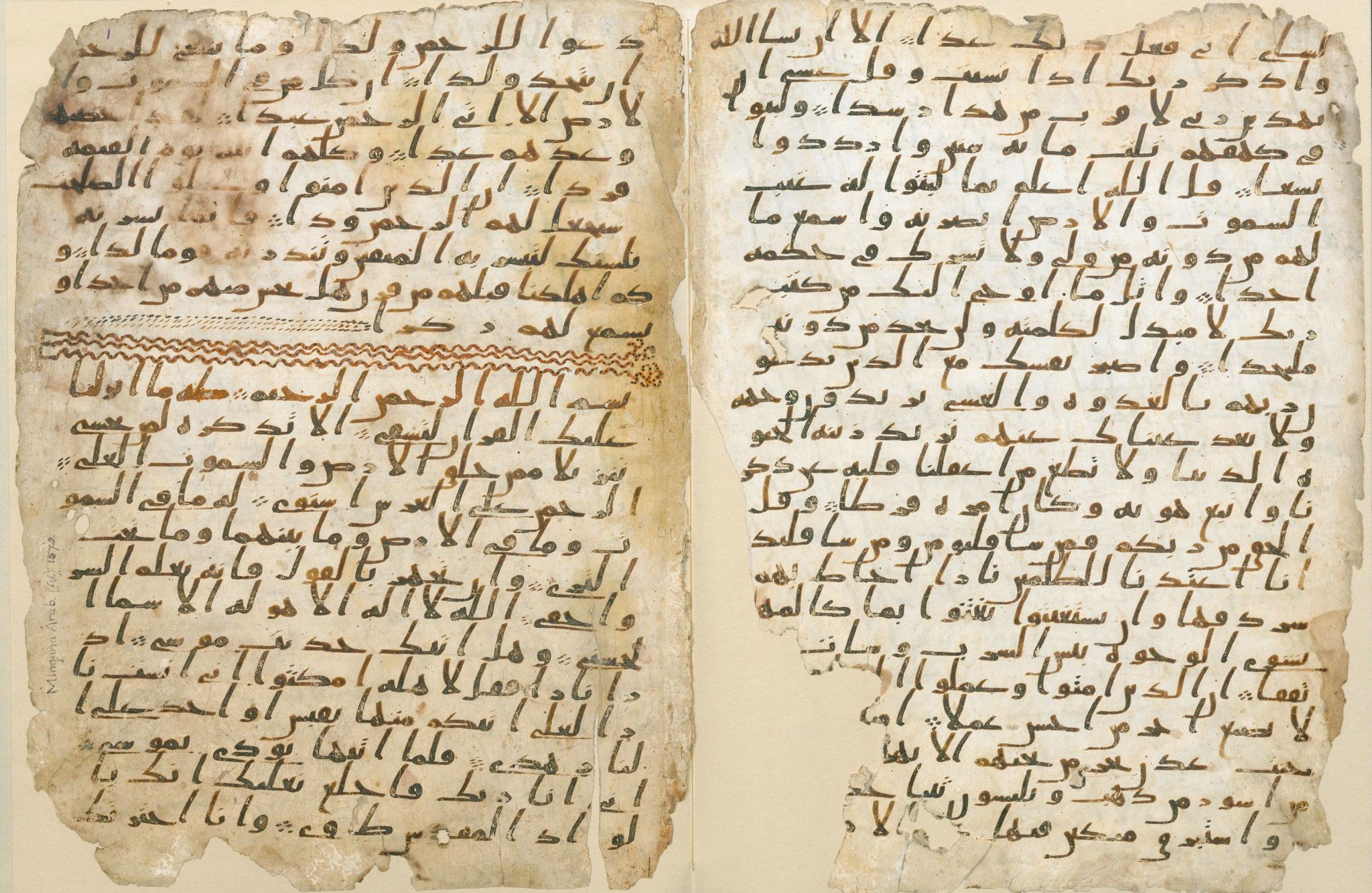
Страницы из Корана на одном из диалектов

Ислам и, в первую очередь, Коран стали объединяющим фактором для развития общего литературного языка, служившего койне для носителей различных диалектов. Литературный арабский язык (в западной арабистике используется термин англ. Modern Standard Arabic, «современный стандартный арабский язык») — единый. Он включает словарный состав для многих вещей в современном мире или науке, но в то же время в отдельных арабских странах довольно редко используется в разговорной речи. Фильмы, телевидение, газеты и прочее по большей части в каждой арабской стране на литературном арабском.
Несмотря на более чем тысячелетнюю древность Корана, современные образованные арабы, пользующиеся в домашнем быту родными наречиями, объясняются в общественной жизни на том же литературном языке, лишь с упрощением грамматики и с обновлением словаря. Наряду с Кораном, образцами классического языка служили также доисламская поэзия и речь бедуинов.

## История
В течение столетий язык постоянно изменялся, что, впрочем, мало отражалось на письме, потому что краткие гласные звуки, кроме как в Коране, не пишутся в тексте.
Классический (высокий) арабский сегодня не является родным языком арабов. Однако и сегодня, с изменённым словарным составом, он используется почти во всех газетах и книгах, за исключением Туниса, Марокко и отчасти Алжира, где арабский является литературным языком вместе с французским. В научной и технической литературе в других арабских странах в местах, где отсутствует необходимый словарный запас, часто используется английский язык.

## Письменность
На арабском пишут справа налево. Причём в арабском, в отличие от языков с латинской или кириллической графикой, нет заглавных букв, поэтому имена собственные пишутся как любое другое слово, так же как и первое слово в предложении.
Знаки препинания пишутся в перевёрнутом виде, то есть слева направо.
Вместо подчёркивания или курсива носители арабского языка обычно пользуются надчёркиванием. Дробный перенос слова на другую строку не допускается; пустое пространство в строке устраняется растяжением буквы. В скорописи не вписавшееся в строку слово заканчивается поворотом вверх.
Арабские цифры:
| 0 | 1 | 2 | 3 | 4 | 5 | 6 | 7 | 8 | 9 |
| ٠ | ١ | ٢ | ٣ | ٤ | ٥ | ٦ | ٧ | ٨ | ٩ |

Арабский алфавит:
| №  | Название х̣арфа | Передаваемый звук | Начертание в позиции | Начертание в позиции | Начертание в позиции | Начертание в позиции |
| №  | Название х̣арфа | Передаваемый звук | конечной             | серединной           | начальной            | изолированной        |
| -- | -------------- | ----------------- | -------------------- | -------------------- | -------------------- | -------------------- |
| 1  | а́лиф           | —                 | ـا                   | ـا                   | ا                    | ا                    |
| 2  | бā’            | б                 | ـب                   | ـبـ                  | بـ                   | ب                    |
| 3  | тā’            | т                 | ـت                   | ـتـ                  | تـ                   | ت                    |
| 4  | cā’            | с                 | ـث                   | ـثـ                  | ثـ                   | ث                    |
| 5  | джӣм           | дж                | ـج                   | ـجـ                  | جـ                   | ج                    |
| 6  | xạ̄’            | х                 | ـح                   | ـحـ                  | حـ                   | ح                    |
| 7  | хā’            | х                 | ـخ                   | ـخـ                  | خـ                   | خ                    |
| 8  | дāл            | д                 | ـد                   | ـد                   | د                    | د                    |
| 9  | зāл            | з                 | ـذ                   | ـذ                   | ذ                    | ذ                    |
| 10 | рā’            | р                 | ـر                   | ـر                   | ر                    | ر                    |
| 11 | зайн           | з                 | ـز                   | ـز                   | ز                    | ز                    |
| 12 | сӣн            | с                 | ـس                   | ـسـ                  | سـ                   | س                    |
| 13 | шӣн            | ш                 | ـش                   | ـشـ                  | شـ                   | ش                    |
| 14 | с̣āд            | с̣                 | ـص                   | ـصـ                  | صـ                   | ص                    |
| 15 | д̣āд            | д̣                 | ـض                   | ـضـ                  | ضـ                   | ض                    |
| 16 | т̣ā’            | т̣                 | ـط                   | ـطـ                  | طـ                   | ط                    |
| 17 | з̣ā’            | з̣                 | ـظ                   | ـظـ                  | ظـ                   | ظ                    |
| 18 | ‘айн           | ‘                 | ـع                   | ـعـ                  | عـ                   | ع                    |
| 19 | г̣айн           | г̣                 | ـغ                   | ـغـ                  | غـ                   | غ                    |
| 20 | фā’            | ф                 | ـف                   | ـفـ                  | فـ                   | ف                    |
| 21 | к̣āф            | к̣                 | ـق                   | ـقـ                  | قـ                   | ق                    |
| 22 | кāф            | к                 | ـك                   | ـكـ                  | كـ                   | ك                    |
| 23 | лāм            | л                 | ـل                   | ـلـ                  | لـ                   | ل                    |
| 24 | мӣм            | м                 | ـم                   | ـمـ                  | مـ                   | م                    |
| 25 | нӯн            | н                 | ـن                   | ـنـ                  | نـ                   | ن                    |
| 26 | хā’            | х                 | ـه                   | ـهـ                  | هـ                   | ه                    |
| 27 | ўāў            | ў / ӯ             | ـو                   | ـو                   | و                    | و                    |
| 28 | йā’            | й / ӣ             | ـي                   | ـيـ                  | يـ                   | ي                    |

## Антропонимика
Арабские имена традиционно пишутся в прямом порядке.

## Лингвистические черты

### Фонетика и фонология
В фонетическом отношении литературный арабский язык отличается богатой системой согласных фонем, в особенности гортанных, эмфатических и межзубных.
Арабские лингвисты восприняли индийскую традицию деления звуков на группы по артикуляторным признакам. В фонетических разделах своих трудов они уделяли основное внимание артикуляции звуков и происходящим с ними фонологическим процессам — в частности, частичной и дистантной ассимиляции, к которой причислялись и случаи удвоения звуков. Арабские лингвисты изучали также элизию, метатезу, утрату хамзы, соединительные гласные, палатализацию и веляризацию, фоносемантику.

#### Произношение
Во многих арабских странах в настоящее время прилагаются усилия по сближению произношения со стандартным арабским языком. Основой служит норма цитирования (ар. تِلَاوَة‎ tilāwa) Корана. Такой стиль произношения, как правило, используется только в религиозном контексте.
С достоверностью можно утверждать, что первоначальное произношение высокоарабского в точности не известно. Например, не существует единого мнения о произношении окончания ун неопределённых существительных (китабун пр. китаб). Существуют аргументы в пользу двух вариантов, а так как в древнем рукописном шрифте не существовало гласных знаков (огласовок), то невозможно с уверенностью утверждать, как это произносилось.

#### Согласные
|              |              | Губные | Межзубные | Альвеолярные | Альвеолярные | Палатальные | Велярные | Увулярные | Фарингальные | Глоттальные |
| обычные      | фаринг.      | Губные | Межзубные |              |              | Палатальные | Велярные | Увулярные | Фарингальные | Глоттальные |
| ------------ | ------------ | ------ | --------- | ------------ | ------------ | ----------- | -------- | --------- | ------------ | ----------- |
| Носовые      | Носовые      | m      |           | n            |              |             |          |           |              |             |
| Взрывные     | глухие       |        |           | t            | tˤ           |             | k        | q         |              | ʔ           |
| Взрывные     | звонкие      | b      |           | d            | dˤ           | d͡ʒ          | (g)      |           |              |             |
| Фрикативы    | глухие       | f      | θ         | s            | sˤ           | ʃ           | x ~ χ    | x ~ χ     | ħ            | h           |
| Фрикативы    | звонкие      |        | ð         | z            | ðˤ           |             | ɣ ~ ʁ    | ɣ ~ ʁ     | ʕ            |             |
| Дрожжащие    | Дрожжащие    |        |           | r            |              |             |          | (ʀ)       |              |             |
| Аппроксиматы | Аппроксиматы | w      |           | l            | (ɫ)          | j           |          |           |              |             |

#### Гласные
|          | Краткие | Краткие  | Долгие | Долгие |
| Передние | Задние  | Передние | Задние |        |
| -------- | ------- | -------- | ------ | ------ |
| Верхние  | i       | u        | iː     | uː     |
| Нижние   | a       | a        | aː     | aː     |
| Дифтонги | aw, aj  | aw, aj   | aw, aj | aw, aj |

### Грамматика
Арабские учёные обычно делили грамматику на синтаксис, морфологию и фонетику и уделяли значительное внимание вопросам словообразования, а в связи с ним этимологии, благодаря которой в XI в. высокого уровня достигла теория корня. Синтаксис и морфология представляют собой наиболее оригинальные части арабской грамматики, не имеющие источников ни в греческих, ни в индийских трудах и ориентированные на самобытность именно арабского языка.
Задача синтаксиса состояла в структурно-семантическом анализе предложения. В нём постулировались субъектно-предикатные отношения между двумя именами или между именем и глаголом. Различались предложения малые/элементарные и большие, образующие иерархию; предложения именные, глагольные и обстоятельственные — в зависимости от того, какое слово стоит в начале предложения, а соответственно разные виды подлежащих и сказуемых.
Выделялись и подробно классифицировались второстепенные члены предложения (до пяти видов дополнений, обстоятельства разных видов, «приложения»).
Различались случаи формальной и виртуальной реализации флексий. Было введено понятие подразумеваемого члена для объяснения конструкции. Анализу подвергались также отношения согласования, управления и примыкания.
В морфологии рассматривались части речи и особенности их формообразования, не обусловленные синтаксически. Сюда относились такие вопросы, как части речи (имя, глагол и частицы до 27 видов), структура корня, имена и их многоаспектная классификация по разным основаниям (имена явные — существительные, прилагательные, имена скрытые — личные местоимения, имена общие — указательные и относительные местоимения и т. д.), глаголы (с детальной классификацией их форм и значений), двухпадежные и трёхпадежные имена, образование относительных имён, образование композитов, образование форм числа и рода, образование деминутивов, изменения формы слова в связи с наличием слабых корневых согласных, паузальные формы и т. п. Здесь же дискутировался вопрос о масдаре.
Особенно большие успехи были достигнуты в фонетике (Халиль ибн Ахмад; Абу Али ибн Сина — Авиценна, 980—1037; Сибавейхи).
Арабский язык характеризуется сильно развитой флективностью. Большинство слов в арабском языке традиционно возводится к глагольным основам.

#### Корень слова
Арабский корень бывает чаще всего трёхсогласным, реже — двух- или четырёхсогласным, ещё реже —пятисогласным; но уже для четырёхсогласного корня выставляется требование, чтобы он содержал хоть один из плавных согласных (для них существует мнемоника: مُرْ بِنَفْلٍ).
По мнению советского арабиста С. С. Майзеля, число трёхсогласных корней в современном арабском литературном языке составляет 82 % от общего числа арабского корнеслова.
В составе корня могут участвовать не какие угодно согласные: одни из них совместимы в том же корне (точнее, в той же ячейке; см. ниже: б), другие несовместимы.
Несовместимые:
- гортанные: غ ع خ ح (при совместимости ع и ء);
- негортанные:

- ب и ف م
- ت и ث
- ث и س ص ض ط ظ
- ج и ف ق ك
- خ и ظ ق ك
- د и ذ
- ذ и ص ض ط ظ
- ر и ل
- ز и ض ص ظ
- س и ص ض
- ش и ض ل
- ص и ض ط ظ
- ض и ط ظ
- ط и ظ ك
- ظ и غ ق
- غ и ق ك
- ق и ك غ
- ل и ن.

Эта особенность состава арабского корня несколько облегчает задачу читающему рукопись без точек; например, написание حعڡر должно быть جَعْفَر.
Формообразование слов происходит в основном за счёт внутреннего структурного изменения слова — внутренняя флексия. Арабский корень состоит, как правило, из трёх (реже — двух или четырёх, крайне редко — из пяти) корневых согласных (радикалов), которые с помощью трансфиксов образуют всю парадигму данного корня. Например, из глагола كَتَبَ («писать») с использованием согласных ك ت ب образуются следующие слова и формы:
- كَتَبَ [kataba] — «он писал»;
- أَكْتُبُ [ʔaktubu] — «я пишу»;
- كِتَابٌ [kitaːbun] — «книга»;
- كُتُبٌ [kutubun] — «книги»;
- كَاتِبٌ [kaːtibun] — «писатель»;
- كُتَّابٌ [kutːaːbun] — «писатели»;
- مَكْتَبَةٌ [maktabaɦ(t)un] — «библиотека».

В арабском языке существует три падежа: именительный (падеж подлежащего и именного предикатива), родительный (падеж предложного управления) и винительный (падеж прямого дополнения). С помощью родительного падежа также оформляется несогласованное беспредложное определение — идафа.
Следует заметить, что перевод падежей الرَّفْعُ, الجَرُّ и النَّصْبُ весьма условный, так как родительный и винительный падежи арабского языка включают такие имена, которые при переводе могут стоять в каком-либо из оставшихся трёх падежей русского языка:
- قَطَعَ زَيْدٌ اَلْحَبْلَ بِٱلسِّكِّينِ (الجَرُّ) [qatˤaʕa‿zajdun‿alħabla‿bisːikːiːni] «Зейд отрезал верёвку ножом» (творительный падеж);
- تَكَلَّمْنَا عَنْ اَلدِّرَاسَةِ (الجَرُّ) [takalːamnaː‿ʕan‿adːiraːsati] «Мы говорили об учёбе (предложный падеж)»;
- قُلْ لِمُحَمَّدٍ (الجَرُّ) [qul‿limuħamːadin] «Скажи Мухаммаду (дательный падеж)»;
- قَاوَمَ ٱلشَّعْبُ ٱلْمُسْتَعْمِرِينَ (اَلنَّصْبُ) [qaːwama‿ʃːaʕbu‿lmustaʕmiriːna] «Народ боролся с колонизаторами (творительный падеж)»;

Признаки, по которым распознаётся падеж, различны и зависят от морфологических особенностей имени.

#### Имя существительное
Существительному в арабском присущи такие морфологические понятия как род, число — единственное, двойственное (в диалектах крайне малоупотребимо) и множественное, — падеж и состояние, а также категории определённости, неопределённости и нейтрального статуса.

#### Род
В арабском языке есть только два рода: мужской и женский. Для имён, имеющих характерное окончание [атун], часто характерен женский род. В целом принадлежность имени к тому или иному роду связана со значением, например, с признаком пола.
Например, существительное أُمٌّ ['уммун] «мать», несмотря на своё окончание, имеет женский род. Для многих существительных, обозначающих название профессии или род деятельности, женский род образуется простым путём прибавления к соответствующему имени мужского рода окончания [-атун]. Например:
| طَالِبٌ «студент» | طَالِبَةٌ «студентка» |  |

Для передачи на письме окончания женского рода используется ﺓ [та̄’ марбӯт̣а], буква, которой нет в алфавите.
Она является графическим вариантом обычного ت [т], которое носит название [та̄’], или «растянутое т». Соединяя друг с другом концы «растянутого т», мы получаем ﺓ [та̄’ марбӯт̣а]. В семитских языках [т] является одним из основных показателей рода. При согласовании с именами в глаголах используется ت, а в именах ﺓ. [та̄’ марбӯт̣а] пишется только лишь в конце слова и может иметь два начертания: без соединения — ﺓ и при соединении справа — ﺔ‎.

#### Глагол
Глагол характеризуется большой развитостью глагольных форм, называемых породами: единой системой спряжения всех глаголов; развитой системой временных форм (три простых и три сложных времени); двумя залогами (действительный и страдательный); пятью наклонениями (изъявительное, сослагательное, условное, повелительное и усиленное); связанной с породами системой отглагольных имён (так называемых «масдаров»).
Глагол обозначает действие или состояние лица или предмета и выступает в предложении в качестве сказуемого. Наиболее распространённым типом арабского глагола является глагол, состоящий из трёх согласных. Три согласные стоящие рядом и огласованные фатх̣ой (средняя коренная может быть огласована также д̣аммой или кясрой), представляют собой глагол 3-го лица мужского рода единственного числа прошедшего времени. Такая глагольная форма имеет формулу فَعَلَ. Как наиболее простая, эта форма принимается за исходную при образовании производных форм и в словарях условно переводится инфинитивом. При спряжении арабского глагола личные местоимения опускаются, так как лицо, число и род достаточно полно выражены в личных окончаниях.
Прошедшее время арабского глагола служит для выражения действия, происходившего до момента речи, и образуется путём замены окончания 3-го лица единственного числа мужского рода соответствующими личными окончаниями. Арабский глагол, в отличие от русского, в форме прошедшего времени чёткого видового значения не получает, а поэтому в зависимости от смысла предложения может быть переведён как формой совершенного, так и формой несовершенного вида русского глагола. Например: كَتَبَ «он писал» или «он написал».
Настоящее-будущее время арабского глагола выражает незаконченное по своему характеру действие, происходящее или начинающееся одновременно с моментом речи или с каким-либо другим моментом, прямо или косвенно обозначенным в данном высказывании. Форма настояще-будущего времени образуется от формы прошедшего времени путём прибавления соответствующих префиксов и окончаний; при этом первый коренной утрачивает огласовку (над ним появляется сукун), а второй получает фатх̣у, д̣амму или кясру, которая называется типовой огласовкой и указывается в словарях соответствующей буквой (а, и, у), поставленной в скобках после глагола.
Будущее время глагола образуется на основе формы настоящего времени путём прибавления к ней префикса سوف [сауфа] или его сокращённого варианта س [са]. В отличие от س, пишущегося с глагольной формой слитно, سوف пишется с ней раздельно. Оба префикса никакого самостоятельного значения не имеют. Спряжение глагола в этой форме времени в своей основе аналогично спряжению в форме настояще-будущего времени.
В современном арабском языке, особенно в периодической печати, активно используется глагол второй породы, образованный от префикса سوف, а также масдар данного глагола تسويف, в значении «бесконечного затягивания», «постоянного откладывания на неопределённое будущее» в отношении каких-либо планов, обещаний или обязательств, например, предвыборных и т. п.].
| Лицо | Род | Ед. число      | Двойств. число      | Множ. число        |
| ---- | --- | -------------- | ------------------- | ------------------ |
| 1-e  | -   | كَتَبْتُ [катабту] | -                   | كَتَبْنَا [катабна:]   |
| 2-е  | М.  | كَتَبْتَ [катабта] | كَتَبْتُمَا [катабтума:] | كَتَبْتُمْ [катабтум]   |
| 2-е  | Ж.  | كَتَبْتِ [катабти] | كَتَبْتُمَا [катабтума:] | كَتَبْتُنَّ [катабтунна] |
| 3-e  | М.  | كَتَبَ [катаба]   | كَتَبَا [катаба:]      | كَتَبُوا [катабу:]    |
| 3-e  | Ж.  | كَتَبَتْ [катабат] | كَتَبَتَا [катабата:]   | كَتَبْنَ [катабна]     |

| Лицо | Род | Ед. число            | Двойств. число       | Множ. число          |
| ---- | --- | -------------------- | -------------------- | -------------------- |
| 1-e  | -   | أكْتُبُ [актубу]        | -                    | نَكْتُبُ [нактубу]       |
| 2-е  | М.  | تَكْتُبُ [тактубу]       | تَكْتُبَانِ [тактуба: ни] | تَكْتُبُونَ [тактубу: на] |
| 2-е  | Ж.  | تَكْتُبِينَ [тактуби: на] | تَكْتُبَانِ [тактуба: ни] | تَكْتُبْنَ [тактубна]     |
| 3-e  | М.  | يَكْتُبُ [яктубу]        | يَكْتُبَانِ [яктуба: ни]  | يَكْتُبُونَ [яктубу: на]  |
| 3-e  | Ж.  | تَكْتُبُ [тактубу]       | تَكْتُبَانِ [тактуба: ни] | يَكْتُبْنَ [яктубна]      |

| Лицо | Род | Ед. число                          | Двойств. число                     | Множ. число                        |
| ---- | --- | ---------------------------------- | ---------------------------------- | ---------------------------------- |
| 1-e  | -   | سَأكْتُبُ [саактубу] سَوُفَ أكْتُبُ          | -                                  | سَنَكْتُبُ [санактубу] سَوُفَ نَكْتُبُ         |
| 2-е  | М.  | سَتَكْتُبُ [сатактубу] سَوُفَ تَكْتُبُ         | سَتَكْتُبَانِ [сатактуба: ни] سَوُفَ تَكْتُبَانِ | سَتَكْتُبُونَ [сатактубу: на] سَوُفَ تَكْتُبُونَ |
| 2-е  | Ж.  | سَتَكْتُبِينَ [сатактуби: на] سَوُفَ تَكْتُبِينَ | سَتَكْتُبَانِ [сатактуба: ни] سَوُفَ تَكْتُبَانِ | سَتَكْتُبْنَ [сатактубна] سَوُفَ تَكْتُبْنَ      |
| 3-e  | М.  | سَيَكْتُبُ [саяктубу] سَوُفَ يَكْتُبُ          | سَيَكْتُبَانِ [саяктуба: ни] سَوُفَ يَكْتُبَانِ  | سَيَكْتُبُونَ [саяктубу: на] سَوُفَ يَكْتُبُونَ  |
| 3-e  | Ж.  | سَتَكْتُبُ [сатактубу] سَوُفَ تَكْتُبُ         | سَتَكْتُبَانِ [сатактуба: ни] سَوُفَ تَكْتُبَانِ | سَيَكْتُبْنَ [саяктубна] سَوُفَ يَكْتُبْنَ       |

### Словарный состав
Основная часть лексики современного арабского литературного языка — исконная. Арабы высоко ценят словообразовательные возможности своего языка, видя в богатстве и чёткости словообразовательных парадигм залог приспособления арабского литературного языка к современному состоянию общества. В современных процессах номинации наиболее активными оказываются модели с высоким показателем обобщённости. Так, в последнее время словарь арабского литературного языка существенно пополняется за счёт производных имён, образованных с помощью прибавления суффикса ـِيَّة-, который образует дериватный ряд со значением обобщённо-отвлечённых качеств и свойств: اِسْتِقْلَالِيَّةٌ «самостоятельность»; حَرَكِيَّةٌ «динамизм, динамика»; شُمُولِيَّةٌ «максимализм»; «тоталитаризм»; اِشْكَالِيَّةٌ «проблема» и т. п. Некоторая часть словарного состава является общесемитской, и лишь незначительная — иноязычной, как например слова: تِلِيفِزْيُونٌ «телевидение», دُكْتُورَةٌ «звание доктора», سِكْرِتِيرٌ «секретарь», فِيلْمٌ «фильм». Общее количество заимствований из европейских языков невелико и составляет около одного процента словаря.
Для арабского литературного языка выделяются четыре крупных синхронных среза развития словарного состава: домусульманский словарь общинно-племенного строя (конец VII — и начало VIII в.); расширение словаря, связанное с зарождением, развитием и процветанием средневековой арабоязычной цивилизации (до XII в.); период застоя и сокращения диапазона применения арабского литературного языка (XIII—XVIII вв.) и начало современного периода (с середины XIX в.).
Широкое развитие в арабском языке получили синонимия, многозначность слов и омонимия. Основными способами словообразования являются: морфологический — по словообразовательным моделям и формулам, синтаксический и семантический[прояснить].
Присутствуют также заимствованные слова из арамейского языка, греческого языка и множество современных терминов из английского.

## Изучение

### Пакистан
В 2020 году арабский язык стал обязательным предметом в школах Исламабада, столицы Пакистана. По принятому закону обязательное обучение арабскому языку всех учеников Исламабада и федеральных школ осуществляется с 1-го по 12-й класс. Изучение грамматики с 6-го класса становится обязательным. Данное решение сената было подвергнуто критике учёным Первез Худбхой, который отметил в пакистанской англоязычной газете «Рассвет» (англ. Dawn): «Заставляя детей учить арабский язык, все сидящие в пакистанском сенате — за редким исключением — забыли, что они прежде всего пакистанцы и что Пакистан создан для пакистанцев».

### Индия
В Индии арабский язык является вторым самым популярным иностранным языком после английского. По данным Всеиндийской переписи населения 2011 года, на арабском умеют говорить 2 279 355 индийцев, что составляет 0,18 % населения этой страны. В то же время число англоговорящих в Индии — 10,6 % её жителей, или 128 279 412 человек.

### Письменность
- Einführung in die arabische Schrift (нем.)
- Arabische Schrift und Sprache (нем.)

### Учебники
- Арабский литературный язык практическая фонетика и учебные тексты от Санкт-Петербургского государственного университета (рус.)
- УЧЕБНИК АРАБСКОГО ЯЗЫКА Начальный уровень от Казанского федерального университета (рус.)

### Бесплатные курсы
- Открытое образование. Арабский язык. Вводный курс от Санкт-Петербургского государственного университета (рус.)
- Открытое образование. Арабский язык. Часть 2 от Санкт-Петербургского государственного университета (рус.)
- تعلم العربية (Обучение арабскому языку) от Al Jazeera (ар.) (англ.) (фр.) (тур.)
- Курс Арабского литературного языка от Институт иностранных языков (США) (англ.)
- アラビア語 от Токийского университета иностранных языков (яп.)

### Словари
- Большой арабско-русский словарь (рус.)
- Арабско-русский словарь (рус.)
- Deutsch-Arabisch Wörterbuch от Лангеншейдта (нем.)